# 다송초등학교 (전북)
다송초등학교는 대한민국 전북특별자치도 익산시에 있는 공립 초등학교이다.

## 학교 연혁
- 1950년 3월 31일 다송 공립학교 설립인가
- 1959년 3월 30일 다송국민학교 승격 인가
- 1984년 3월 9일 병설유치원 인가
- 1986년 12월 15일 2층 6교실 개축, 2층 화장실 신축
- 1995년 11월 30일 급식소 설치
- 1996년 3월 1일 다송초등학교로 개칭
- 2012년 9월 1일 제19대 채규상 교장선생님 부임
- 2013년 1월 15일 제54회 졸업식(연1,623명)
- 2015년 3월 1일 제20대 박순진 교장선생님 부임
- 2015년 3월 2일 3학급 편성

## 참고 자료
- 다송초등학교 - 한국교육학술정보원 학교알리미